# Agnieszka Odorowicz
Agnieszka Katarzyna Odorowicz (ur. 15 grudnia 1974 w Katowicach) – polska ekonomistka, w latach 2004–2005 wiceminister kultury w drugim rządzie Marka Belki, dyrektor Polskiego Instytutu Sztuki Filmowej w latach 2005–2015.

## Życiorys
Ukończyła studia na Wydziale Ekonomii Akademii Ekonomicznej w Krakowie. W 2001 została asystentem w Katedrze Handlu i Instytucji Rynkowych na tej uczelni. Jest autorką artykułów o tematyce marketingowej, z zakresu funduszy europejskich i zarządzania.
1 września 2002 została pełnomocnikiem rektora i dyrektorem Centrum Rozwoju i Promocji Akademii Ekonomicznej w Krakowie. Od 1 stycznia 1998 do 2 lipca 2004 była wiceprezesem Stowarzyszenia Instytutu Sztuki w Krakowie, pełniła też funkcję dyrektora artystycznego Studenckiego Festiwalu Piosenki i Międzynarodowego Konkursu Współczesnej Muzyki Kameralnej im. Krzysztofa Pendereckiego (do 2003).
Od czerwca 2003 do lipca 2004 zajmowała stanowisko pełnomocnika ministra kultury ds. funduszy strukturalnych, zasiadała w zespole przygotowującym Narodową Strategię Rozwoju Kultury. Od 2 sierpnia 2004 do 19 września 2005 w rządzie Marka Belki pełniła funkcję sekretarza stanu w Ministerstwie Kultury, odpowiedzialnego za budżet, departament prawny i sprawy europejskie oraz kontakty z parlamentem.
W październiku 2005 w wyniku konkursu została powołana na stanowisko dyrektora Polskiego Instytutu Sztuki Filmowej. W styczniu 2008 wybrano ją członkiem zarządu Europejskiego Audiovisual Think Tank. W latach 2009–2012 była prezesem Klubu Krakowian w Warszawie. W lipcu 2010 ponownie wybrana w konkursie na dyrektora PISF.
W 2009 zaangażowała się w działalność ruchu społecznego Kongres Kobiet, została członkinią rady programowej powołanego na jego bazie stowarzyszenia. W 2014 decyzją Krajowej Rady Radiofonii i Telewizji Agnieszka Odorowicz została powołana w skład rady nadzorczej Polskiego Radia. W listopadzie 2015 zrezygnowała z tej funkcji. W grudniu 2015 Agnieszka Odorowicz została powołana na członka zarządu Cyfrowego Polsatu (od marca 2016).

## Odznaczenia i wyróżnienia
- Krzyż Oficerski Orderu Odrodzenia Polski (2011), za wybitne zasługi dla kultury narodowej, za osiągnięcia w działalności na rzecz rozwoju polskiej sztuki filmowej[7][8], przyznany przez prezydenta Bronisława Komorowskiego
- Srebrny Krzyż Zasługi (2000), za zasługi w działalności w ruchu studenckim[9], przyznany przez prezydenta Aleksandra Kwaśniewskiego
- Srebrny Medal „Zasłużony Kulturze Gloria Artis” (2005)[10]